# Nkangala
Nkangala – dystrykt w Republice Południowej Afryki, w prowincji Mpumalanga. Siedzibą administracyjną dystryktu jest Middelburg.
Dystrykt dzieli się na gminy:
- Delmas
- Emalahleni
- Steve Tshwete
- Emakhazeni
- Thembisile
- Dr JS Moroka